# Новеллизация
Новеллиза́ция, новелиза́ция (англ. novelization) — тип книги, которая является художественной адаптацией сценария или сюжета другой медиапродукции: фильма, сериала, компьютерной игры, мультфильма и т. д. Фактически создание новеллизации — процесс, обратный написанию сценария экранизации.

## Новеллизация фильмов
Новеллизация фильмов чаще всего даёт читателю дополнительную информацию о событиях, оставшихся за кадром, и большинство романов-новеллизаций длиннее оригинального сценария. Количество слов значительно увеличивается по сравнению с оригинальным сценарием: с 20 000—25 000 — по меньшей мере до 60 000. Это, как правило, происходит в результате добавления описаний или интроспекции. Амбициозные писатели, кроме того, стремятся усовершенствовать произведение, прилагая усилия для достижения «более прозаически достойного формата». Иногда новеллизатор также включает новые, написанные им сцены, чтобы придать сюжету «дополнительное измерение» (при условии, что он имеет право это делать).
Кроме того, романы-новелизации часто содержат сцены, которые были вырезаны из фильма при окончательном монтаже или, по тем или иным причинам, вовсе не были сняты и остались лишь на страницах сценария — чаще всего это связано с тем, что романы выпускаются в период пост-продакшна, когда картина ещё не вышла на экраны. Может потребоваться лицо, имеющее в силу служебного положения конфиденциальную информацию, чтобы сказать, намеренно ли новеллизации приданы отличия от вышедшего фильма. Иногда в новеллизации уже представлены материалы, которые будут в дальнейшем появляться в режиссёрской версии (director’s cut).
Практика создания новеллизаций пользовалась особой популярностью в те времена, когда домашнее видео было не настолько развито, чтобы удовлетворить желание широких масс поклонников иметь возможность вновь переживать события полюбившегося фильма или телесериала.
На данный момент выпуск романа-новеллизации считается одним из принципиально важных фрагментов промокампании, сопровождающей выпуск любого значительного проекта. В основном на обложку помещают постер фильма, иногда внутри можно найти кадры из фильма. «Книги по фильмам — это скоропортящийся продукт, их необходимо продать за два месяца после выхода фильма на экран», — говорит гендиректор издательства «Гелеос» Левон Григорян.
Несмотря на все ограничения, писатели выбирают различные подходы к обогащению сценария. Например, в роман-новеллизацию Дьюи Грама по фильму «Гладиатор»  включена историческая справочная информация. Шон Хатсон отказался написать новеллизацию «Змеиного полёта», поскольку нашёл исходный материал слишком «бедным». А Криста Фауст согласилась взяться за эту задачу и, в частности, сочинила подробные биографии некоторых из первых убитых пассажиров. Затем она получила высокую оценку за представление «полных трехмерных персонажей». В романе писателя и историка Вячеслава Бондаренко «Ликвидация» также подробно раскрывается подоплёка многих действий героев сериала, их личные истории, которых не было в изначальном сценарии, а также исправлены многочисленные исторические ошибки, содержавшиеся в сценарии и проникшие в фильм.

## Комиксы
Похожая практика существует и в создании комикс-романов по мотивам фильмов. Переход на страницы комиксов может быть разным: художники либо создают свои образы, руководствуясь описанием персонажей и событий в сценарии (или готовом фильме), либо полностью копируют их облик и восстанавливают некоторые кадры из фильма. К примеру, большинство комиксов серии Marvel Comics' Super Special включают в себя адаптации фильмов (классической трилогии «Индиана Джонс», фильма ужасов «Челюсти 2» и др.); издательство DC Comics публикует «специальные выпуски». Известны случаи, когда комикс-адаптации фильмов положили начало выпуску целой серии — продолжения первоначальной истории (комиксы по классической трилогии «Звёздные войны» и первым шести фильмам серии «Звёздный путь» — обе серии рассказывают о событиях внутри фильмов).